# Ngargoloko
Ngargoloko is een bestuurslaag in het regentschap Boyolali van de provincie Midden-Java, Indonesië. Ngargoloko telt 1602 inwoners (volkstelling 2010).